# Майкл Берн
Майкл Берн (англ. Michael Byrne) (7 листопада 1943, Лондон, Велика Британія) — англійський актор. Знімається здебільшого у телевізійних та художніх фільмах. Відомий за ролями нацистів у кінострічках «Десятий загін з Наварону» (Force 10 from Navarone) (1978) та «Індіана Джонс і останній хрестовий похід» (Indiana Jones and the Last Crusade) (1989), а також ролі єврея, що вижив після Голокосту, у фільмі «Здібний учень» (Apt Pupil) (1998).

## Біографія
Майкл Берн народився 7 листопада 1943 у Лондоні. Дебют актора на телебаченні відбувся у 1962, коли він знявся у телевізійному фільмі «Соната привидів» (The Ghost Sonata). У 1963 актор знявся у кінофільмі «Червоне лезо» (The Scarlet Blade), після чого його кінокар'єра пішла вгору. У 1989 зіграв роль нацистського полковника Фогеля у легендарному фільмі «Індіана Джонс і останній хрестовий похід», що є однією з частин кіноепопеї про пригоди Індіани Джонса. У 1990 знявся у телевізійному фільмі Лоуренса Шиллера «Змова проти Гітлера» у ролі генерала Ольбрихта, а у 2010 — у кінострічці «Гаррі Поттер і смертельні реліквії» (Harry Potter and the Deathly Hallows).
У Майкла Берна є донька — Еллі Берн, також акторка.

## Фільми та серіали
| Рік  | Назва (укр.)                                  | Назва (англ.)                             | Роль                         |
| ---- | --------------------------------------------- | ----------------------------------------- | ---------------------------- |
| 1962 | Соната для привидів                           | The Ghost Sonata                          | епізодична роль              |
| 1963 | Червоне лезо                                  | The Scarlet Blade                         | Лейтенант Говк               |
| 1967 | Фотографія                                    | The Image                                 | Актор                        |
| 1972 | Генрі VIII та шість його дружин               | Henry VIII and His Six Wives              | Едвард Сеймур                |
| 1974 | Батлі                                         | Butley                                    | Реґ Наттал                   |
| 1974 | Вампіри                                       | Vampyres                                  | Плейбой                      |
| 1975 | Непристойна поведінка                         | Conduct Unbecoming                        | Лейтенант Тобі Стренг        |
| 1976 | Орел приземлився                              | The Eagle Has Landed                      | Карл Гофер                   |
| 1977 | Міст надто далеко                             | A Bridge Too Far                          | полковник Жиль Ванделор      |
| 1978 | Дотик медузи                                  | The Medusa Touch                          | Даф                          |
| 1978 | Загін 10 з Наварон                            | Force 10 from Navarone                    | Майор Шредер                 |
| 1980 | Довга чудова п'ятниця                         | The Long Good Friday                      | Актор                        |
| 1983 | Червоне та чорне                              | The Scarlet and the Black                 | Актор                        |
| 1983 | Два джентльмени з Верони                      | The Two Gentlemen of Verona               | Антоніо                      |
| 1983 | Річард III                                    | The Tragedy of Richard III                | Герцог Бекінґемський         |
| 1983 | Перша частина Генріха VI                      | The First Part of Henry the Sixt          | Герцог Алансонський          |
| 1984 | Чемпіони                                      | Champions                                 | Річард Гассі                 |
| 1986 | Гарний батько                                 | The Good Father                           | Леонард Скрабі               |
| 1987 | Над терпимістю                                | Over Indulgence                           | Актор                        |
| 1987 | Недоторкані                                   | The Untouchables                          | Клерк                        |
| 1988 | Гулянка                                       | Buster                                    | Пойзер                       |
| 1989 | Індіана Джонс і останній хрестовий похід      | Indiana Jones and the Last Crusade        | Фоґель                       |
| 1990 | Змова проти Гітлера                           | The Plot to Kill Hitler                   | Генерал Ольбріхт             |
| 1992 | Особисте питання                              | A Private Matter                          | Другий репортер              |
| 1994 | Нострадамус                                   | Nostradamus                               | Інквізитор                   |
| 1994 | Компанія Шарпа                                | Sharpe's Company                          | Актор                        |
| 1994 | Гільдеґарда Бінгенська                        | Hildegard of Bingen                       | Актор                        |
| 1995 | Інфільтратор                                  | The Infiltrator                           | Дітер Кройц                  |
| 1995 | Хоробре серце                                 | Braveheart                                | Сміт                         |
| 1996 | Блідий кінь                                   | The Pale Horse                            | Актор                        |
| 1997 | Острів на Пташиній вулиці                     | The Island on Bird Street                 | Болек                        |
| 1997 | Святий                                        | The Saint                                 | Верещагін (помічник Третяка) |
| 1998 | Здібний учень                                 | Apt Pupil                                 | Бен Крамер                   |
| 1998 | Страх перед пострілами                        | Gunshy                                    | Ленг                         |
| 1998 | Горнблавер: Іспит для лейтенанта              | Homblower: The Examination for Lieutenant | Актор                        |
| 2000 | Поле битви — Земля                            | Battlefield Earth                         | Персон Стаффер               |
| 2001 | Мушкетер                                      | The Musketeer                             | Тревіль                      |
| 2002 | Ціна страху                                   | The Sum of All Fears                      | Анатолій Грушков             |
| 2002 | З мене досить                                 | Enough                                    | сержант                      |
| 2003 | Згорблений чоловік                            | The Crooked Man                           | Арчі Сондерс                 |
| 2004 | Біля моря                                     | Beyond the Sea                            | Доктор Андретті              |
| 2009 | Чоловік, що міг бути королем польки           | The Man Who Would Be Polka King           | камео                        |
| 2009 | Кров: Останній вампір                         | Blood: The Last Vampire                   | Елдер                        |
| 2010 | Гаррі Поттер і Смертельні реліквії: Частина 1 | Harry Potter and the Deathly Hallows      | Ґелерт Ґріндельвальд         |
| 2012 | Квартет                                       | Quartet                                   | Френк Вайт                   |
| 2013 | Діана                                         | Diana                                     | Крістіан Барнард             |
| 2015 | Мордекай                                      | Mortdecai                                 | Дюк                          |
| 2018 | Останній свідок                               | The Last Witness                          | коронер                      |
| 2022 | Страйк                                        | Strike                                    | Рой Фіппс                    |